# EM i fodbold 2022 (kvinder)
Europamesterskabet i fodbold for kvinder 2022 var det 13. europamesterskab i fodbold for kvinder, afholdt af UEFA. Turneringen blev afholdt i England fra 6. juli til 31. juli 2022, hvor kampene blev fordelt på ti stadions i byerne London, Brentford, Manchester, Sheffield, Rotherham, Milton Keynes, Brighton og Southampton. England blev tildelt værtskabet for slutrunden den 3. december 2018 på en UEFA-komité i Dublin, eftersom de var det eneste land der havde ansøgt.
Turneringen skulle oprindeligt have fundet sted fra den 7. juli til 1. august 2021. I forbindelse med at EM for herrer 2020 og Sommer-OL 2020 i Tokyo blev udskudt grundet coronaviruspandemien valgte UEFA at rykke turneringen til året efter, i perioden den 6. til 31. juli 2022, for at undgå flere store sportsbegivenheder lå oven i hinanden. England var sidst værter for EM i kvindefodbold i 2005.
I februar 2022 valgte UEFA at suspendere det russiske landshold fra turneringen, grundet Ruslands invasion af Ukraine 2022.
Video Assistant Referee (VAR), lige så vel som mållinjeteknologi, blev benyttet ved EM-turneringen.
Danmark kvalificerede sig til turneringen den 27. oktober 2020, efter en 3-1 sejr over Italien. De vandt dermed sikkert deres kvalifikationsgruppe med ni sejre, én uafgjort og uden nederlag. Danmark er placeret i gruppe B, hvor modstanderne bliver Spanien, Tyskland og Finland.
Hjemmebanefavoritten fra England vandt EM-turneringen med en 2–1-sejr over Tyskland i finalen, der samtidig slog rekord for flest tilskuere til en EM-kamp nogensinde, for både mænd og kvinder. England gik igennem turneringen med i alt seks sejre, 0 nederlag og en målscore på 22–2.

## Spillesteder
Europamesterskabet i fodbold for kvinder 2022 blev afholdt på ti stadioner i otte forskellige byer. Den 23. februar 2020 blev det annonceret, at Old Trafford i Manchester ville afholde åbningskampen for værtslandet England 6. juni mod Østrig. Finalen blev desuden afviklet på Wembley Stadium i London, hvor man allerede 100 dage inden EM-turneringens start, altså den 28. marts 2022, meddelte om udsolgt efter bare 43 minutter.
| London            | London                                                                                  | Manchester                                                                              | Manchester                                                                              |
| ----------------- | --------------------------------------------------------------------------------------- | --------------------------------------------------------------------------------------- | --------------------------------------------------------------------------------------- |
| Wembley Stadium   | Brentford Community Stadium                                                             | Old Trafford                                                                            | Manchester City Academy Stadium                                                         |
| Kapacitet: 90.000 | Kapacitet: 17.250                                                                       | Kapacitet: 74.879                                                                       | Kapacitet: 7.000                                                                        |
|                   |                                                                                         |                                                                                         |                                                                                         |
| Sheffield         | London Manchester Sheffield Southampton Brighton and Hove Milton Keynes Rotherham Leigh | London Manchester Sheffield Southampton Brighton and Hove Milton Keynes Rotherham Leigh | London Manchester Sheffield Southampton Brighton and Hove Milton Keynes Rotherham Leigh |
| Bramall Lane      | London Manchester Sheffield Southampton Brighton and Hove Milton Keynes Rotherham Leigh | London Manchester Sheffield Southampton Brighton and Hove Milton Keynes Rotherham Leigh | London Manchester Sheffield Southampton Brighton and Hove Milton Keynes Rotherham Leigh |
| Kapacitet: 32.702 | London Manchester Sheffield Southampton Brighton and Hove Milton Keynes Rotherham Leigh | London Manchester Sheffield Southampton Brighton and Hove Milton Keynes Rotherham Leigh | London Manchester Sheffield Southampton Brighton and Hove Milton Keynes Rotherham Leigh |
|                   | London Manchester Sheffield Southampton Brighton and Hove Milton Keynes Rotherham Leigh | London Manchester Sheffield Southampton Brighton and Hove Milton Keynes Rotherham Leigh | London Manchester Sheffield Southampton Brighton and Hove Milton Keynes Rotherham Leigh |
| Southampton       | London Manchester Sheffield Southampton Brighton and Hove Milton Keynes Rotherham Leigh | London Manchester Sheffield Southampton Brighton and Hove Milton Keynes Rotherham Leigh | London Manchester Sheffield Southampton Brighton and Hove Milton Keynes Rotherham Leigh |
| St Mary's Stadium | London Manchester Sheffield Southampton Brighton and Hove Milton Keynes Rotherham Leigh | London Manchester Sheffield Southampton Brighton and Hove Milton Keynes Rotherham Leigh | London Manchester Sheffield Southampton Brighton and Hove Milton Keynes Rotherham Leigh |
| Kapacitet: 32.505 | London Manchester Sheffield Southampton Brighton and Hove Milton Keynes Rotherham Leigh | London Manchester Sheffield Southampton Brighton and Hove Milton Keynes Rotherham Leigh | London Manchester Sheffield Southampton Brighton and Hove Milton Keynes Rotherham Leigh |
|                   | London Manchester Sheffield Southampton Brighton and Hove Milton Keynes Rotherham Leigh | London Manchester Sheffield Southampton Brighton and Hove Milton Keynes Rotherham Leigh | London Manchester Sheffield Southampton Brighton and Hove Milton Keynes Rotherham Leigh |
| Brighton and Hove | Milton Keynes                                                                           | Rotherham                                                                               | Leigh                                                                                   |
| Falmer Stadium    | Stadium MK                                                                              | New York Stadium                                                                        | Leigh Sports Village                                                                    |
| Kapacitet: 31.800 | Kapacitet: 30.500                                                                       | Kapacitet: 12.021                                                                       | Kapacitet: 12.000                                                                       |
|                   |                                                                                         |                                                                                         |                                                                                         |

EM-finalen blev rekordbrydende for antallet af tilskuere. Finalen slog tilskuererekorden med 87.192 mennesker på Wembley Stadium, hvilket var det højest antal tilskuere til en EM-kamp, på tværs af køn.

## Kvalifikationen
I alt deltog 48 UEFA-medlemslande i EM-kvalifikationen (inklusive Cypern, som deltog for første gang på seniorkvindeniveau, og Kosovo, som deltog for første gang på kvindesiden). Værterne fra England kvalificerede sig automatisk, så i alt 47 hold konkurrerede i kvalifikationen, for de i alt 15 pladser ved den endelige turnering. Til forskel fra tidligere kvalifikationskonkurrencer, var den indledende runde afskaffet, og alle deltagere starter fra kvalifikationsgruppespillet. Kvalifikationen består af to runder, ude og hjemme.

### Kvalificerede hold
Følgende hold kvalificerede sig til slutrunden.
| Hold       | Kvalificeret som                             | Kvalifikationsdato | Slutrunde nr. | Seneste slutrunde | Bedste tidligere slutrunderesultat                      | FIFA-rangering ved starten af turneringen |
| ---------- | -------------------------------------------- | ------------------ | ------------- | ----------------- | ------------------------------------------------------- | ----------------------------------------- |
| England    | Vært                                         | 3. december 2018   | 9             | 2017              | Toer (1984, 2009)                                       | 8                                         |
| Holland    | Vinder af gruppe A                           | 23. oktober 2020   | 4             | 2017              | Mestre (2017)                                           | 4                                         |
| Tyskland   | Vinder af gruppe I                           | 23. oktober 2020   | 11            | 2017              | Mestre (1989, 1991, 1995, 1997, 2001, 2005, 2009, 2013) | 5                                         |
| Danmark    | Vinder af Gruppe B                           | 27. oktober 2020   | 10            | 2017              | Toer (2017)                                             | 15                                        |
| Norge      | Vinder af Gruppe C                           | 27. oktober 2020   | 12            | 2017              | Mestre (1987, 1993)                                     | 11                                        |
| Sverige    | Vinder af Gruppe F                           | 27. oktober 2020   | 11            | 2017              | Mestre (1984)                                           | 2                                         |
| Frankrig   | Vinder af Gruppe G                           | 27. november 2020  | 7             | 2017              | Kvartfinaler (2009, 2013, 2017)                         | 3                                         |
| Island     | Toer i Gruppe F                              | 1. december 2020   | 4             | 2017              | Kvartfinaler (2013)                                     | 17                                        |
| Belgien    | Vinder af Gruppe H                           | 1. december 2020   | 2             | 2017              | Gruppespil (2017)                                       | 19                                        |
| Spanien    | Vinder af Gruppe D                           | 18. februar 2021   | 2             | 2017              | Semifinaler (1997)                                      | 7                                         |
| Finland    | Vinder af Gruppe E                           | 19. februar 2021   | 4             | 2013              | Semifinaler (2005)                                      | 29                                        |
| Østrig     | Toer i Gruppe G                              | 23. februar 2021   | 2             | 2017              | Semifinaler (2017)                                      | 21                                        |
| Italien    | Toer i Gruppe B                              | 24. februar 2021   | 12            | 2017              | Toer (1993, 1997)                                       | 14                                        |
| Schweiz    | Første kvalificerede play-off vinder         | 13. april 2021     | 2             | 2017              | Gruppespil (2017)                                       | 20                                        |
| Nordirland | Anden kvalificerede play-off vinder          | 13. april 2021     | 1             | Debut             | -                                                       | 47                                        |
| Portugal   | Reserve for Rusland (tredje play-off vinder) | 2. maj 2022        | 2             | 2017              | Gruppespil (2017)                                       | 30                                        |

## Gruppespil

### Gruppe A
| Pos | Hold       | K | V | U | T | M+ | M- | MF  | P | Kvalifikation |
| --- | ---------- | - | - | - | - | -- | -- | --- | - | ------------- |
| 1   | England    | 3 | 3 | 0 | 0 | 14 | 0  | +14 | 9 | Slutspil      |
| 2   | Østrig     | 3 | 2 | 0 | 1 | 3  | 1  | +2  | 6 | Slutspil      |
| 3   | Norge      | 3 | 1 | 0 | 2 | 4  | 10 | −6  | 3 | Elimineret    |
| 4   | Nordirland | 3 | 0 | 0 | 3 | 1  | 11 | −10 | 0 | Elimineret    |

| 6. juli 2022 20:00 |

| England    | 1–0     | Østrig |
| ---------- | ------- | ------ |
| - Mead 16' | Rapport |        |

| Old Trafford, Manchester Tilskuere: 68,871 Dommer: Marta Huerta de Aza (Spanien) |

| 7. juli 2022 20:00 |

| Norge                                                               | 4–1     | Nordirland     |
| ------------------------------------------------------------------- | ------- | -------------- |
| - Blakstad 10' - Maanum 13' - Graham Hansen 31' (str.) - Reiten 54' | Rapport | - Nelson 49' · |

| St Mary's Stadium, Southampton Tilskuere: 9,146 Dommer: Lina Lehtovaara (Finland) |

| 11. juli 2022 17:00 |

| Østrig                            | 2–0     | Nordirland |
| --------------------------------- | ------- | ---------- |
| - Schiechtl 19' - Naschenweng 88' | Rapport |            |

| St. Mary's Stadium, Southampton Tilskuere: 9,268 Dommer: Emikar Calderas Barrera (Venezuela) |

| 11. juli 2022 20:00 |

| England                                                                           | 8–0     | Norge |
| --------------------------------------------------------------------------------- | ------- | ----- |
| - Stanway 12' (str.) - Hemp 15' - White 29', 41' - Mead 34', 38', 81' - Russo 66' | Rapport |       |

| Falmer Stadium, Brighton and Hove Tilskuere: 28,847 Dommer: Riem Hussein (Tyskland) |

| 15. juli 2022 20:00 |

| Nordirland | 0–5     | England                                                       |
| ---------- | ------- | ------------------------------------------------------------- |
|            | Rapport | - Kirby 40' - Mead 44' - Russo 48', 53' - Burrows 76' (sm.) · |

| St Mary's Stadium, Southampton Tilskuere: 30,785 Dommer: Esther Staubli (Schweiz) |

| 15. juli 2022 20:00 |

| Østrig      | 1–0     | Norge |
| ----------- | ------- | ----- |
| - Billa 37' | Rapport |       |

| Falmer Stadium, Brighton and Hove Tilskuere: 12,667 Dommer: Kateryna Monzul (Ukraine) |

### Gruppe B
| Pos | Hold     | K | V | U | T | M+ | M- | MF | P | Kvalifikation |
| --- | -------- | - | - | - | - | -- | -- | -- | - | ------------- |
| 1   | Tyskland | 3 | 3 | 0 | 0 | 9  | 0  | +9 | 9 | Slutspil      |
| 2   | Spanien  | 3 | 2 | 0 | 1 | 5  | 3  | +2 | 6 | Slutspil      |
| 3   | Danmark  | 3 | 1 | 0 | 2 | 1  | 5  | −4 | 3 | Elimineret    |
| 4   | Finland  | 3 | 0 | 0 | 3 | 1  | 8  | −7 | 0 | Elimineret    |

| 8. juli 2022 17:00 |

| Spanien                                                              | 4–1     | Finland          |
| -------------------------------------------------------------------- | ------- | ---------------- |
| - Paredes 26' - Bonmatí 41' - L. García 75' - Caldentey 90+5' (str.) | Rapport | - Sällström 1' · |

| Stadium MK, Milton Keynes Tilskuere: 16.819 Dommer: Kateryna Monzul (Ukraine) |

| 8. juli 2022 20:00 |

| Tyskland                                              | 4-0     | Danmark |
| ----------------------------------------------------- | ------- | ------- |
| - Magull 21' - Schüller 57' - Lattwein 78' - Popp 86' | Rapport |         |

| Brentford Community Stadium, London Tilskuere: 15.736 Dommer: Esther Staubli (Schweiz) |

| 12. juli 2022 17:00 |

| Danmark      | 1–0     | Finland |
| ------------ | ------- | ------- |
| - Harder 72' | Rapport |         |

| Stadium MK, Milton Keynes Tilskuere: 11.615 Dommer: Iuliana Demetrescu (Rumænien) |

| 12. juli 2022 20:00 |

| Tyskland             | 2–0     | Spanien |
| -------------------- | ------- | ------- |
| - Bühl 3' - Popp 37' | Rapport |         |

| Brentford Community Stadium, London Tilskuere: 16.037 Dommer: Stéphanie Frappart (Frankrig) |

| 16. juli 2022 20:00 |

| Finland | 0–3     | Tyskland                                   |
| ------- | ------- | ------------------------------------------ |
|         | Rapport | - Kleinherne 40' - Popp 48' - Anyomi 63' · |

| Stadium MK, Milton Keynes Tilskuere: 20,721 Dommer: Emikar Calderas Barrera (Venezuela) |

| 16. juli 2022 20:00 |

| Danmark | 0–1     | Spanien         |
| ------- | ------- | --------------- |
|         | Rapport | - Cardona 90' · |

| Brentford Community Stadium, London Tilskuere: 16,041 Dommer: Rebecca Welch (England) |

### Gruppe C
| Pos | Hold     | K | V | U | T | M+ | M- | MF | P | Kvalifikation |
| --- | -------- | - | - | - | - | -- | -- | -- | - | ------------- |
| 1   | Sverige  | 3 | 2 | 1 | 0 | 8  | 2  | +6 | 7 | Slutspil      |
| 2   | Holland  | 3 | 2 | 1 | 0 | 8  | 4  | +4 | 7 | Slutspil      |
| 3   | Schweiz  | 3 | 0 | 1 | 2 | 4  | 8  | −4 | 1 | Elimineret    |
| 4   | Portugal | 3 | 0 | 1 | 2 | 4  | 10 | −6 | 1 | Elimineret    |

| 9. juli 2022 17:00 |

| Portugal                   | 2–2     | Schweiz               |
| -------------------------- | ------- | --------------------- |
| - Gomes 58' - J. Silva 65' | Rapport | - Sow 2' - Kiwic 5' · |

| Leigh Sports Village, Leigh Tilskuere: 5,902 Dommer: Jana Adámková (Tjekkiet) |

| 9. juli 2022 20:00 |

| Holland     | 1–1     | Sverige           |
| ----------- | ------- | ----------------- |
| - Roord 52' | Rapport | - Andersson 35' · |

| Bramall Lane, Sheffield Tilskuere: 21,342 Dommer: Cheryl Foster (Wales) |

| 13. juli 2022 17:00 |

| Sverige                    | 2–1     | Schweiz          |
| -------------------------- | ------- | ---------------- |
| - Rolfö 53' - Bennison 79' | Rapport | - Bachmann 55' · |

| Bramall Lane, Sheffield Tilskuere: 12,914 Dommer: Marta Huerta de Aza (Spanien) |

| 13. juli 2022 20:00 |

| Holland                                             | 3–2     | Portugal                                |
| --------------------------------------------------- | ------- | --------------------------------------- |
| - Egurrola 7' - Van der Gragt 16' - Van de Donk 62' | Rapport | - C. Costa 38' (str.) - Di. Silva 47' · |

| Leigh Sports Village, Leigh Tilskuere: 6,966 Dommer: Ivana Martinčić (Kroatien) |

| 17. juli 2022 17:00 |

| Schweiz        | 1–4     | Holland                                                       |
| -------------- | ------- | ------------------------------------------------------------- |
| - Reuteler 53' | Rapport | - Crnogorčević 49' (sm.) - Leuchter 84', 90+5' - Pelova 89' · |

| Bramall Lane, Sheffield Tilskuere: 22,596 Dommer: Iuliana Demetrescu (Rumænien) |

| 17. juli 2022 17:00 |

| Sverige                                                                              | 5–0     | Portugal |
| ------------------------------------------------------------------------------------ | ------- | -------- |
| - Angeldal 21', 45' - C. Costa 45+7' (sm.) - Asllani 54' (str.) - Blackstenius 90+1' | Rapport |          |

| Leigh Sports Village, Leigh Tilskuere: 7,118 Dommer: Stéphanie Frappart (Frankrig) |

### Gruppe D
| Pos | Hold     | K | V | U | T | M+ | M- | MF | P | Kvalifikation |
| --- | -------- | - | - | - | - | -- | -- | -- | - | ------------- |
| 1   | Frankrig | 3 | 2 | 1 | 0 | 8  | 3  | +5 | 7 | Slutspil      |
| 2   | Belgien  | 3 | 1 | 1 | 1 | 3  | 3  | 0  | 4 | Slutspil      |
| 3   | Island   | 3 | 0 | 3 | 0 | 3  | 3  | 0  | 3 | Elimineret    |
| 4   | Italien  | 3 | 0 | 1 | 2 | 2  | 7  | −5 | 1 | Elimineret    |

| 10. juli 2022 17:00 |

| Belgien                    | 1–1     | Island                 |
| -------------------------- | ------- | ---------------------- |
| - Vanhaevermaet 67' (str.) | Rapport | - Þorvaldsdóttir 50' · |

| Academy Stadium, Manchester Tilskuere: 3,859 Dommer: Tess Olofsson (Sverige) |

| 10. juli 2022 20:00 |

| Frankrig                                           | 5–1     | Italien          |
| -------------------------------------------------- | ------- | ---------------- |
| - Geyoro 9', 40', 45' - Katoto 12' - Cascarino 38' | Rapport | - Piemonte 76' · |

| New York Stadium, Rotherham Tilskuere: 8,541 Dommer: Rebecca Welch (England) |

| 14. juli 2022 17:00 |

| Italien           | 1–1     | Island                 |
| ----------------- | ------- | ---------------------- |
| - Bergamaschi 62' | Rapport | - Vilhjálmsdóttir 3' · |

| Academy Stadium, Manchester Tilskuere: 4,029 Dommer: Lina Lehtovaara (Finland) |

| 14. juli 2022 20:00 |

| Frankrig                     | 2–1     | Belgien        |
| ---------------------------- | ------- | -------------- |
| - Diani 6' - Mbock Bathy 41' | Rapport | - Cayman 36' · |

| New York Stadium, Rotherham Tilskuere: 8,173 Dommer: Cheryl Foster (Wales) |

| 18. juli 2022 20:00 |

| Island                         | 1–1     | Frankrig      |
| ------------------------------ | ------- | ------------- |
| - Brynjarsdóttir 90+12' (str.) | Rapport | - Malard 1' · |

| New York Stadium, Rotherham Tilskuere: 7,392 Dommer: Jana Adámková (Tjekkiet) |

| 18. juli 2022 20:00 |

| Italien | 0–1     | Belgien           |
| ------- | ------- | ----------------- |
|         | Rapport | - De Caigny 49' · |

| Academy Stadium, Manchester Tilskuere: 3,919 Dommer: Ivana Martinčić (Kroatien) |

## Slutspil

### Oversigt
|  | Kvartfinaler                  | Kvartfinaler             |                             |   | Semifinaler | Semifinaler |  |  | Finale | Finale |
|  |                               |                          |                             |   |             |             |  |  |        |        |
|  | 20. juli – Brighton and Hove  |                          |                             |   |             |             |  |  |        |        |
|  |                               |                          |                             |   |             |             |  |  |        |        |
|  | England (efs)                 | 2                        |                             |   |             |             |  |  |        |        |
|  | England (efs)                 | 2                        | 26. juli – Sheffield        |   |             |             |  |  |        |        |
|  | Spanien                       | 1                        |                             |   |             |             |  |  |        |        |
|  | Spanien                       | 1                        | England                     | 4 |             |             |  |  |        |        |
|  | 22. juli – Leigh              |                          | England                     | 4 |             |             |  |  |        |        |
|  |                               | Sverige                  | 0                           |   |             |             |  |  |        |        |
|  | Sverige                       | Sverige                  | 0                           | 1 |             |             |  |  |        |        |
|  | Sverige                       |                          | 31. juli – London (Wembley) | 1 |             |             |  |  |        |        |
|  | Belgien                       | 0                        |                             |   |             |             |  |  |        |        |
|  | Belgien                       | 0                        | England (efs)               | 2 |             |             |  |  |        |        |
|  | 21. juli – London (Brentford) |                          | England (efs)               | 2 |             |             |  |  |        |        |
|  |                               | Tyskland                 | 1                           |   |             |             |  |  |        |        |
|  | Tyskland                      | Tyskland                 | 1                           | 2 |             |             |  |  |        |        |
|  | Tyskland                      | 27. juli – Milton Keynes |                             | 2 |             |             |  |  |        |        |
|  | Østrig                        | 0                        |                             |   |             |             |  |  |        |        |
|  | Østrig                        | 0                        | Tyskland                    | 2 |             |             |  |  |        |        |
|  | 23. juli – Rotherham          |                          | Tyskland                    | 2 |             |             |  |  |        |        |
|  |                               | Frankrig                 | 1                           |   |             |             |  |  |        |        |
|  | Frankrig (efs)                | Frankrig                 | 1                           | 1 |             |             |  |  |        |        |
|  | Frankrig (efs)                |                          |                             | 1 |             |             |  |  |        |        |
|  | Holland                       | 0                        |                             |   |             |             |  |  |        |        |
|  | Holland                       | 0                        |                             |   |             |             |  |  |        |        |

### Kvartfinaler
| 20. juli 2022 20:00 |

| England                   | 2–1 efs. | Spanien          |
| ------------------------- | -------- | ---------------- |
| - Toone 84' - Stanway 96' | Rapport  | - González 54' · |

| Falmer Stadium, Brighton and Hove Tilskuere: 28,994 Dommer: Stéphanie Frappart (Frankrig) |

| 21. juli 2022 20:00 |

| Tyskland                | 2–0     | Østrig |
| ----------------------- | ------- | ------ |
| - Magull 25' - Popp 90' | Rapport |        |

| Brentford Community Stadium, London Tilskuere: 16,025 Dommer: Rebecca Welch (England) |

| 22. juli 2022 20:00 |

| Sverige          | 1–0     | Belgien |
| ---------------- | ------- | ------- |
| - Sembrant 90+2' | Rapport |         |

| Leigh Sports Village, Leigh Tilskuere: 7,517 Dommer: Kateryna Monzul (Ukraine) |

| 23. juli 2022 20:00 |

| Frankrig               | 1–0 efs. | Holland |
| ---------------------- | -------- | ------- |
| - Périsset 102' (str.) | Rapport  |         |

| New York Stadium, Rotherham Tilskuere: 9,764 Dommer: Ivana Martinčić (Kroatien) |

### Semifinaler
| 26. juli 2022 20:00 |

| England                                         | 4–0     | Sverige |
| ----------------------------------------------- | ------- | ------- |
| - Mead 34' - Bronze 48' - Russo 68' - Kirby 76' | Rapport |         |

| Bramall Lane, Sheffield Tilskuere: 28,624 Dommer: Esther Staubli (Schweiz) |

| 27. juli 2022 20:00 |

| Tyskland        | 2–1     | Frankrig             |
| --------------- | ------- | -------------------- |
| - Popp 40', 76' | Rapport | - Frohms 44' (sm.) · |

| Stadium MK, Milton Keynes Tilskuere: 27,445 Dommer: Cheryl Foster (Wales) |

### Finalen
| 31. juli 2022 17:00 |

| England                  | 2–1     | Tyskland       |
| ------------------------ | ------- | -------------- |
| - Toone 62' - Kelly 110' | Rapport | - Magull 79' · |

| Wembley Stadium, London Tilskuere: 87.192 Dommer: Kateryna Monzul (Ukraine) |

## Målscorere
Der blev scoret 95 mål  i 31 kampe, i gennemsnit 3.06 mål pr. kamp.
6 mål
- Beth Mead
- Alexandra Popp

4 mål
- Alessia Russo

3 mål
- Grace Geyoro
- Lina Magull

2 mål
- Fran Kirby
- Georgia Stanway
- Ella Toone
- Ellen White
- Romée Leuchter
- Filippa Angeldahl

1 mål
- Nicole Billa
- Katharina Naschenweng
- Katharina Schiechtl
- Janice Cayman
- Tine De Caigny
- Justine Vanhaevermaet
- Pernille Harder
- Lucy Bronze
- Lauren Hemp
- Chloe Kelly
- Linda Sällström
- Delphine Cascarino
- Kadidiatou Diani
- Marie-Antoinette Katoto
- Melvine Malard
- Griedge Mbock Bathy
- Ève Périsset
- Nicole Anyomi
- Klara Bühl
- Sophia Kleinherne
- Lena Lattwein
- Lea Schüller
- Dagný Brynjarsdóttir
- Berglind Björg Þorvaldsdóttir
- Karólína Lea Vilhjálmsdóttir
- Valentina Bergamaschi
- Martina Piemonte
- Daniëlle van de Donk
- Damaris Egurrola
- Stefanie van der Gragt
- Victoria Pelova
- Jill Roord
- Julie Nelson
- Julie Blakstad
- Caroline Graham Hansen
- Frida Maanum
- Guro Reiten
- Carole Costa
- Diana Gomes
- Diana Silva
- Jéssica Silva
- Aitana Bonmatí
- Mariona Caldentey
- Marta Cardona
- Lucía García
- Esther González
- Irene Paredes
- Jonna Andersson
- Kosovare Asllani
- Hanna Bennison
- Stina Blackstenius
- Fridolina Rolfö
- Linda Sembrant
- Ramona Bachmann
- Rahel Kiwic
- Géraldine Reuteler
- Coumba Sow

1 selvmål
- Merle Frohms (mod Frankrig)
- Kelsie Burrows (mod England)
- Carole Costa (mod Sverige)
- Ana-Maria Crnogorčević (mod Holland)

## Prisuddelinger
Turneringens All-Star hold blev offentliggjort dagen efter finalen 1. august 2022.

### Turneringens hold
| Målvogter  | Forsvarsspillere                                              | Midtbanespillere                         | Angribere                           |
| ---------- | ------------------------------------------------------------- | ---------------------------------------- | ----------------------------------- |
| Mary Earps | Giulia Gwinn Leah Williamson Marina Hegering Sakina Karchaoui | Keira Walsh Lena Oberdorf Aitana Bonmatí | Beth Mead Alexandra Popp Klara Bühl |

Bedste ungdomsspiller
EM-turneringens bedste ungdomsspiller blev tildelt til en spillet født efter den 1. januar 1999.
- Lena Oberdorf

Turneringens mål
- Alessia Russo (mod Sverige)[28]